# Johan de Witt
Johan de Witt (Dordrecht, 24 september 1625 – 's-Gravenhage, 20 augustus 1672), heer van Zuid- en Noord-Linschoten, Snelrewaard, Hekendorp en IJsselvere, was in de Gouden Eeuw tijdens het Eerste Stadhouderloze Tijdperk negentien jaar lang raadpensionaris van het gewest Holland en daarmee de belangrijkste politicus van de Republiek der Zeven Verenigde Nederlanden. Hij was tevens een begenadigd wiskundige en wordt beschouwd als een van de grondleggers van de verzekeringswiskunde. Johan werd samen met zijn broer Cornelis door orangisten vermoord en op gruwelijke wijze verminkt. Hoewel hedendaags Nederland hem met zijn voornaam kent als Johan, noemden zijn vrouw en veel tijdgenoten hem Jan.

## Privéleven

### Afkomst
De Witt stamde uit de regentenfamilie De Witt. Hij was de zoon van de Dordtse regent en houthandelaar Jacob de Witt. Zijn moeder was Anna van den Corput en afkomstig uit Breda. Zij was een nichtje van de militair Johan van den Kornput. De ruwaard en regent Cornelis de Witt was zijn twee jaar oudere broer. Raadpensionaris Andries de Witt van Holland was zijn oom.

### Opleiding
De Witt kreeg zijn opleiding aan de Latijnse school in Dordrecht, die later naar hem vernoemd werd. Op 21 oktober 1641 schreef hij zich in aan de rechtenfaculteit van de Universiteit Leiden. Het was indertijd de gewoonte dat rijke jongelingen na hun studie een grand tour door Europa maakten. Johan trok met zijn twee jaar oudere broer Cornelis vanaf 14 oktober 1645 door Engeland, Frankrijk en de Republiek Genève. Het was gebruikelijk om onderweg in Frankrijk te promoveren. De Witt deed dat op 22 december 1645 in Angers in de rechten. Na zijn terugkomst op 27 juli 1647 tot zijn aanstelling als pensionaris van Dordrecht vestigde hij zich in Den Haag als advocaat.

### Huwelijk en kinderen

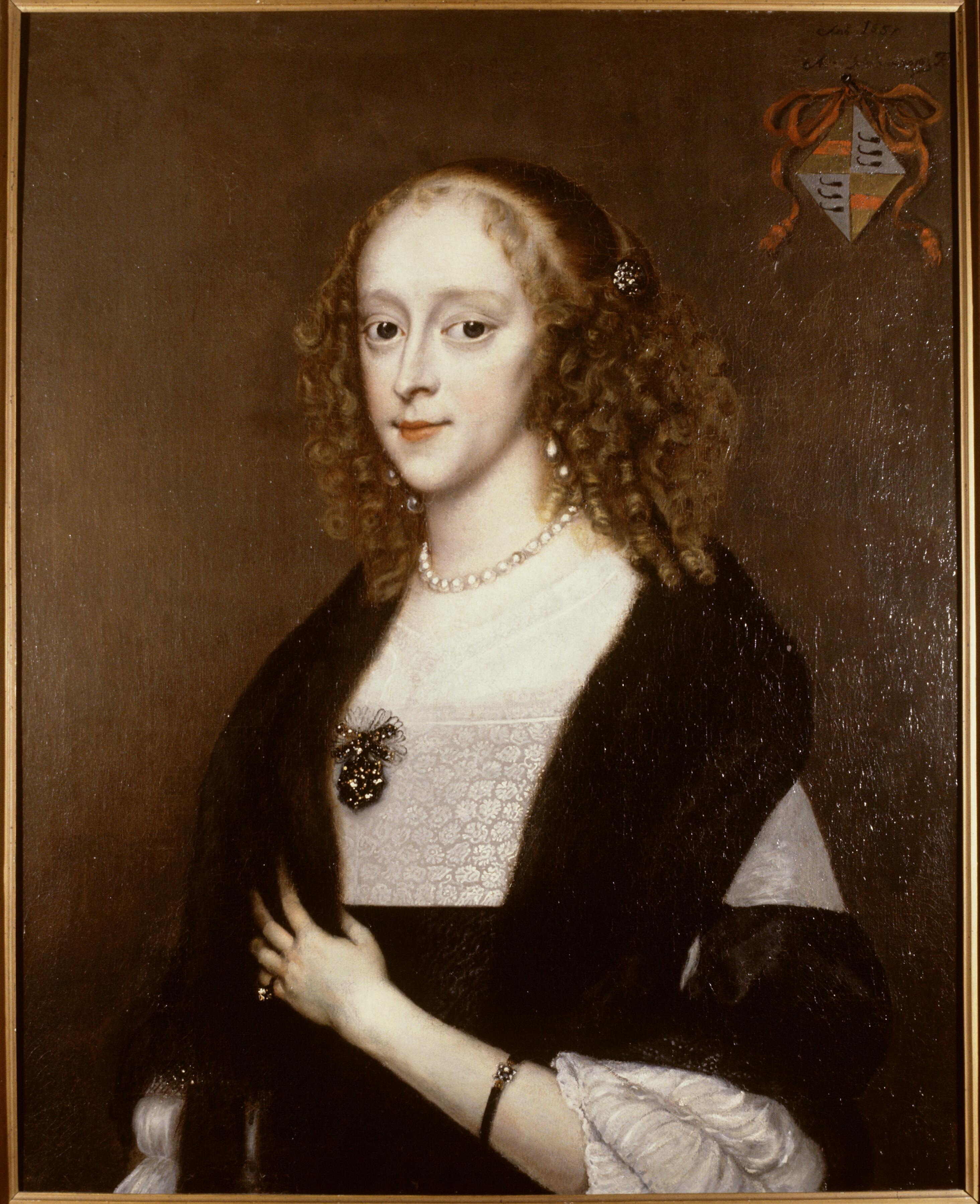
Echtgenote Wendela Bicker in 1659, geschilderd door Adriaen Hanneman.

Nadat hij bij de dochter van de beroemde Amsterdamse arts en latere burgemeester Nicolaes Tulp een blauwtje had gelopen, trouwde De Witt in 1655 met Wendela Bicker, de dochter van Jan Bicker en Agneta de Graeff van Polsbroek. Zijn schoonvader stamde uit het roemrijke regentengeslacht Bicker en was een welgestelde scheepsbouwer, koopman en latere burgemeester van Amsterdam, die fel anti-Oranje was. Zijn schoonmoeder was een zus van Cornelis de Graeff, heer van Zuidpolsbroek; de meest succesvolle Amsterdamse burgemeester uit de Gouden Eeuw. De bruiloft werd gevierd in het huis van De Witts schoonmoeder aan de Keizersgracht in Amsterdam.
Johan de Witt en Wendela Bicker kregen acht kinderen, zes dochters en twee zonen. Drie dochters stierven erg jong:
- Anna de Witt (1655–1725), trouwt Herman van de Honert, burgemeester van Dordrecht
- Agnes de Witt (1658–1688), trouwt Simon van Teresteyn van Halewijn, onder andere burgemeester van Dordrecht en gezant van koning Willem III van Engeland
- Maria de Witt (1660–1689), trouwt Willem Hooft, de latere burgemeester van Delft en familie van de schrijver P.C.Hooft
- Johan de Witt jr. (1662–1701), Heer van Noord- en Zuid-Linschoten, Snelrewaard en IJsselvere, trouwt met Wilhelmina de Witt, een dochter van Cornelis de Witt (de broer van zijn vader). Johan jr. was schepen, vroedschap en secretaris van Dordrecht
- Jacob de Witt (1667–1685), ongehuwd gebleven

Na de moord op De Witt werd in 1672 zijn zwager Pieter de Graeff voogd over de vijf kinderen. Hij was getrouwd met een zus van Wendela Bicker.

## De Ware Vrijheid
Na de plotselinge dood van stadhouder Willem II wilden Holland en Zeeland geen nieuwe stadhouder van het Huis van Oranje. Deze gewesten trokken Utrecht mee. Het Eerste Stadhouderloze Tijdperk was een feit. De Witt was er een groot voorstander van. Hij noemde het de periode van "De Ware Vrijheid". Beslissingen die de hele Republiek aangingen, werden door regenten van de zeven provincies gezamenlijk genomen, weliswaar op basis van meerderheid van stemmen, maar onder strakke leiding van Holland. Bij erg belangrijke zaken diende er eenstemmigheid te zijn. De provincies zelf bleven autonoom, evenals de steden.
Johan de Witt was met zijn broer Cornelis de leider van de staatsgezinden, een anti-orangistische groepering, die door Johan de Witt de partij van de vrijheid genoemd werd. Sinds zijn vader, die ook tot de staatsgezinden behoorde, met zes andere voormannen door Willem II korte tijd vastgehouden werd in de staatsgevangenis slot Loevestein, werden de staatsgezinden in de wandelgangen Loevesteiners genoemd. "Vertrouw nooit een Oranje", had zijn vader hem na zijn vrijlating toevertrouwd. De waarschuwende woorden zouden hem vormen om de Orangisten uit belangrijke posities te houden.

## Raadpensionarisschap

### Benoemingen
De Witt volgde op 21 december 1650 Nicolaas Ruys op als pensionaris van zijn geboortestad Dordrecht. In die hoedanigheid was hij de fiscaal adviseur van Dordrecht en afgevaardigde namens de stad naar vergaderingen van de Staten van Holland. Vanaf 30 juli 1653 was De Witt raadpensionaris van Holland. Wat in zijn voordeel werkte, was dat hij zijn voorganger Adriaan Pauw enkele keren bij diens afwezigheid vervangen had. In Dordrecht werd hij opgevolgd door Govert van Slingelandt.

### Cornelis de Graeff
Voor de benoeming tot raadpensionaris was De Witt afhankelijk van de nadrukkelijke instemming van Amsterdam dat onder leiding stond van Cornelis de Graeff, van wie hij twee jaar later aangetrouwde familie zou worden. De voorbeeldige samenwerking tussen de twee was een belangrijke factor in het succes van De Witts politiek en de herleving van de economische vooruitgang na de Eerste Engels-Nederlandse Oorlog.
De Witt erkende de macht van De Graeff en deed zijn best om aan de Amsterdamse wensen tegemoet te komen. Dat sloot geschillen tussen de twee niet uit. Toch bleef de verstandhouding uitstekend. De Witt begreep de opmerking van een andere Amsterdamse burgemeester "dat zonder den heer van Zuidpolsbroek in niets iets te doen was".

### King John
Als raadpensionaris had De Witt geen werkelijke macht. Hij was altijd afhankelijk van anderen, maar wist desondanks door zijn familienetwerk te bewerkstelligen dat hij de belangrijkste politicus van het land werd. Naar huidige maatstaven was De Witts positie te vergelijken met een combinatie van minister-president, minister van Binnenlandse Zaken, minister van Financiën en minister van Buitenlandse Zaken. Alle lopende zaken regelde hij zelf. In Engeland werd meer dan eens over hem gesproken als 'King John' en Aziatische vorsten, die nog nooit van de functie raadpensionaris gehoord hadden, noemden hem koning. De Franse ambassadeur Godefroi d'Estrades schrijft in januari 1663 in een brief aan Lodewijk XIV van Frankrijk dat Johan de Witt in Holland beschouwd werd als een almachtige God.
Zijn salaris bedroeg 3000 gulden per jaar, te vergelijken met twintig keer het loon van een arbeider. Na de dood van zijn vrouw in 1668 overwoog hij af te treden. Om hem te behouden, werd zijn loon verdubbeld en als extraatje ontving hij een gratificatie van 60.000 gulden. Aan het eind van zijn leven had hij omstreeks 450.000 gulden vergaard. Daarmee was hij een van de rijkste inwoners van de Republiek. Hij had zijn kapitaal deels verdiend door geldhandel. Zo leende hij van particulieren grote sommen geld en kocht er gewilde staatsobligaties van, waarvoor hij een hogere rente ontving dan hij afdroeg aan zijn geldschieters. Hij bewerkstelligde dit doordat hij als ambtenaar voorrang kreeg bij de uitgifte van obligaties.
Geschenken stuurde hij altijd terug. Dat heeft bij veel historici de indruk gewekt dat hij 'onkreukbaar' was. Het enige dat hij accepteerde was een warme maaltijd als hij bij iemand thuis een bijeenkomst had. Daar staat tegenover dat hij toestond dat anderen uit hun overheidsfunctie wel financieel gewin behaalden. Toen zijn broer Cornelis na terugkomst van de Tocht naar Chatham niet tevreden was over een gouden beker als dankbetuiging en in de plaats daarvan geen nieuwe titel als ruwaard kon bemachtigen, hielp hij hem aan een overheidsgift van 30.000 gulden.

### Interest van Holland

Johan de Witt

Johan de Witt redigeerde grondig het manuscript voor het boek Interest van Holland van de Leidse jurist Pieter de la Court. Het boek wordt beschouwd als een van de belangrijkste 'receptenboeken' voor economisch en politiek succes in de zeventiende en achttiende eeuw en heeft een significante invloed gehad. De la Court identificeerde vrije handel en de republikeinse vorm van regering als de leidende factoren voor economisch en politiek succes. Oorlog en geografische expansie moesten voorkomen worden en waren alleen toegestaan als het niet anders kon.
De Witt schreef zelf het 29e en 30e hoofdstuk. Hij noemde het een godsgeschenk dat Willem II overleden was en bij zijn dood geen nazaat achterliet. Hij schreef dat Holland daardoor zijn enorme nationale schulden kon afbetalen en anders zeker failliet was gegaan. In plaats daarvan groeide de Republiek der Zeven Verenigde Nederlanden uit tot de grootste handelsnatie ooit. Interest van Holland werd in de tijd van Johan de Witt het de facto manifest van de republikeinse regering.
Het boek werd gepubliceerd in 1662 en was meteen een bestseller in Holland en later ook elders. Interest van Holland werd vertaald in het Duits (1665), Engels (1702) en Frans (1709). Het werd gelezen en gebruikt door politici als Jean-Baptiste Colbert, James Madison en Turgot. Aangenomen wordt dat het een van de bronnen van inspiratie is geweest voor Adam Smith's boek 'Wealth of Nations'.

### IJverig politicus
De Witt bleek een ijverig politicus. Zo had hij in 1668 geteld dat hij als raadpensionaris 22.191 vellen aan resoluties had volgeschreven. Dat was ruim vier keer zoveel als zijn voorgangers. De Witt regelde in overleg met zijn broer Cornelis dat de staatsgezinde regenten in de belangrijkste steden de touwtjes strak in handen hielden en hun posten niet overdeden aan Orangisten. De Witt leefde zuinig en zo regeerde hij ook. Overal probeerde hij op te besparen, behalve op de zeevloot die uitgroeide tot de sterkste ter wereld.
In het begin van zijn raadpensionarisschap lukte het hem de rente op de staatsobligaties terug te brengen van vijf naar vier procent. Het geld dat hij overhield, besteedde hij aan de afbetaling van de schulden uit de Tachtigjarige Oorlog die in 1648 beëindigd was. In 1661 leidde hij de onderhandelingen met Spanje over de verdeling van de Landen van Overmaas, die werd vastgelegd in het Partagetraktaat.

### Akte van Seclusie
De Republiek ging in het Eerste Stadhouderloze Tijdperk een welvarende periode tegemoet, maar niet zonder machtsvertoon en oorlogen. Jaarlijks werd een kleine expeditie uitgezonden tegen de Algerijnse zeerovers.

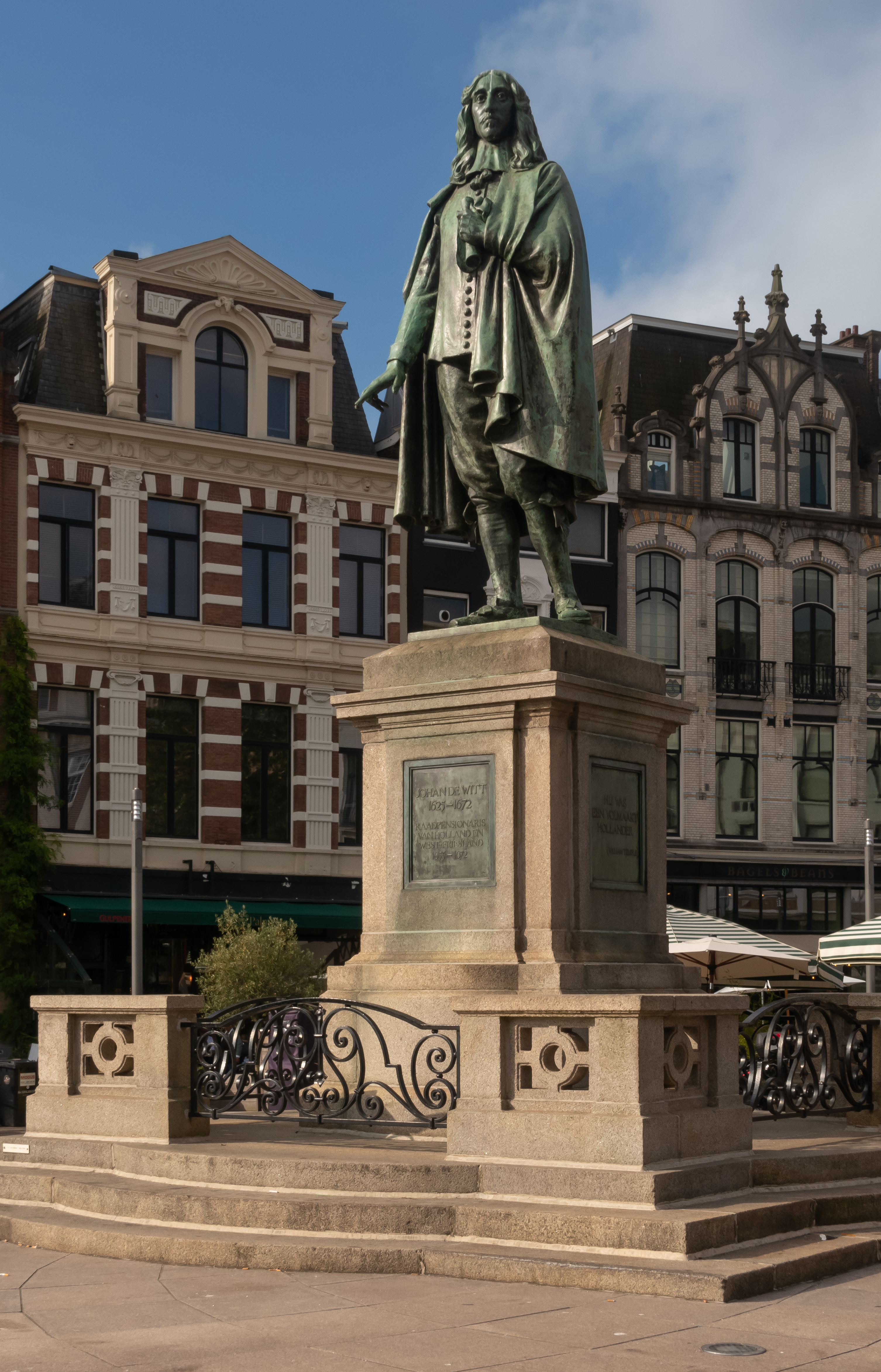
Standbeeld van Johan de Witt in Den Haag, gemaakt door Fré Jeltsema in 1916. De rechterhand verwijst waarschijnlijk naar de eedaflegging bij de Vrede van Breda. In zijn linkerhand houdt hij wellicht het document vast.

Onder De Witts leiding werd met Engeland in 1654 de Vrede van Westminster gesloten, door een geheim bijvoegsel te aanvaarden, de Akte van Seclusie. Daarin beloofden de Staten van Holland, waaronder De Witt, De Graeff, en admiraal Jacob van Wassenaer Obdam dat zij nooit een nakomeling van Willem II tot stadhouder van Holland zouden benoemen, dit voornamelijk om landvoogd Oliver Cromwell tegemoet te komen. Deze had koning Karel I van Engeland afgezet en laten onthoofden, wiens dochter Mary getrouwd was geweest met stadhouder Willem II, van wie zij een week na zijn dood een zoon baarde. Cromwell vreesde dat een oranjeheerser de Stuarts op de troon zou kunnen helpen. De Witt wist dat de andere provincies zo'n bepaling niet zouden accepteren. Het vredesoverleg dreigde in een impasse te komen als hij de geheimhoudingstruc niet zou gebruiken. De Staten-Generaal ratificeerden het verdrag zonder zich van de geheime akte bewust te zijn en Engeland was bereid te ratificeren nadat de Staten van Holland de akte aanvaard hadden.
In de Republiek vonden velen – het geheim kon niet al te lang bewaard blijven – dat de clausule verdacht veel in het voordeel van De Witt uitwerkte, wiens vader Jacob door Willem II gevangen was gezet. Er werd openlijk de verdenking geuit dat hijzelf de bedenker was. Met veel moeite wist De Witt hem aanvaard te krijgen, in een redevoering die bekend is geworden als de deductie van Johan de Witt, maar dat gebeurde wel ten koste van nieuwe maatschappelijke onrust. De Witt stond een strenge onderdrukking van deze ongeregeldheden voor, met toepassing van de doodstraf, maar vrijwel geen enkele vroedschap durfde of wilde tot dit laatste overgaan.

### 'Kind van Staat'
In 1660 werd De Witt evenals De Graeff, Lodewijk van Nassau-Beverweerd en drie anderen door de Staten van Holland aangesteld als lid van een commissie ter educatie van de legitieme zoon van Willem II, prins Willem van Oranje. Op die manier konden ze zijn opvoeding in de gaten houden en indien nodig manipuleren. Met die regeling probeerde De Witt zowel Frankrijk als Engeland tevreden te stellen. De druk om de prins aan te stellen tot stadhouder bleef aanhouden. In 1666 werd de regeling herzien en kreeg de prins de titel 'kind van staat'.

### Slag bij Lowestoft
De Witt stelde de staatsfinanciën op orde en creëerde een sterke vloot. De vloot van 1664/1665 werd niet voor niets ‘De vloot van de heer De Witt’ genoemd. Op 8 mei 1665 verscheen een Engelse oorlogsvloot voor de Nederlandse kust. Het leidde het begin in van de Tweede Engels-Nederlandse Oorlog. De Hollanders kozen na lang aandringen van Johan de Witt uiteindelijk op 24 mei 1665 het ruime sop om de uitdaging te beantwoorden. Er stond een stabiele oostenwind en De Witt wilde de gelegenheid gebruiken om de vijand agressief aan te vallen, iets wat de opperbevelhebber ter zee Jacob van Wassenaer Obdam volstrekt onverantwoord achtte. Na een schreeuwende ruzie moest de admiraal inbinden. Buitengaats aangekomen bemerkte hij tot zijn opluchting dat de Engelsen verdwenen waren, wegens gebrek aan proviand.
Een maand later stonden de beide landen op zee toch tegenover elkaar. De Slag bij Lowestoft, in de buurt van Norwich, werd de smadelijkste Nederlandse nederlaag aller tijden. Twee dagen eerder had Van Wassenaer in een uitstekende aanvalspositie gelegen, maar ondanks duidelijke instructies van De Witt was hij de strijd niet aangegaan, wellicht omdat hij onvoldoende vertrouwen had in zijn nog lang niet volmaakte vloot en bemanning. Hij heeft het De Witt nooit kunnen uitleggen, omdat hij sneuvelde nadat een kanonskogel de kruitkamer van zijn schip had geraakt.
Cornelis Tromp had al een voorlopige aanstelling als opvolger op zak, maar op het laatste moment koos De Witt ervoor om Michiel de Ruyter tot nieuwe opperbevelhebber op zee te benoemen. Tromp zou hem dat nooit vergeven. De Ruyter raakte goed bevriend met De Witt en groeide uit tot de beste admiraal van zijn tijd.

### Ritmeester Buat
De affaire rondom ritmeester Buat tijdens de Tweede Engels-Nederlandse Oorlog bleef De Witt de rest van zijn leven achtervolgen. Buat heette in werkelijkheid Henri de Fleury de Coulan, was Fransman van geboorte en was getrouwd met een kleindochter van Jacob Cats. Door speelschulden liet hij zich overhalen om als boodschapper te fungeren tussen de Engelse en Nederlandse regeringen. De bedoeling was in het geheim na te gaan of een vredesverdrag mogelijk was. De Witt had stilzwijgend toestemming verleend. De Engelse diplomaat Gabriel Sylvius schreef Buat in een persoonlijke brief over een opzet om vrede te bereiken door de zoon van Willem II aan te stellen als stadhouder en Johan de Witt af te zetten als raadpensionaris. Buat gaf deze brief per ongeluk aan De Witt, in een stapel met andere brieven. Toen hij zijn fout bemerkte, ging hij terug om de "verkeerde brief" terug te vragen. De Witt had hem echter al opengemaakt en gelezen.
In 1666 werd Buat op het Groene Zoodje in Den Haag onthoofd. Toen en nu zijn vele historici van mening dat Buat slechts een pion was in een groter plan en de doodstraf niet verdiend had. Wat meespeelt is dat De Witt de rechter Jacob de Graeff gedwongen had om Buat ter dood te veroordelen. Had hij dat niet gedaan, dan was het leven van de Fransman gespaard gebleven.

### Tocht naar Chatham

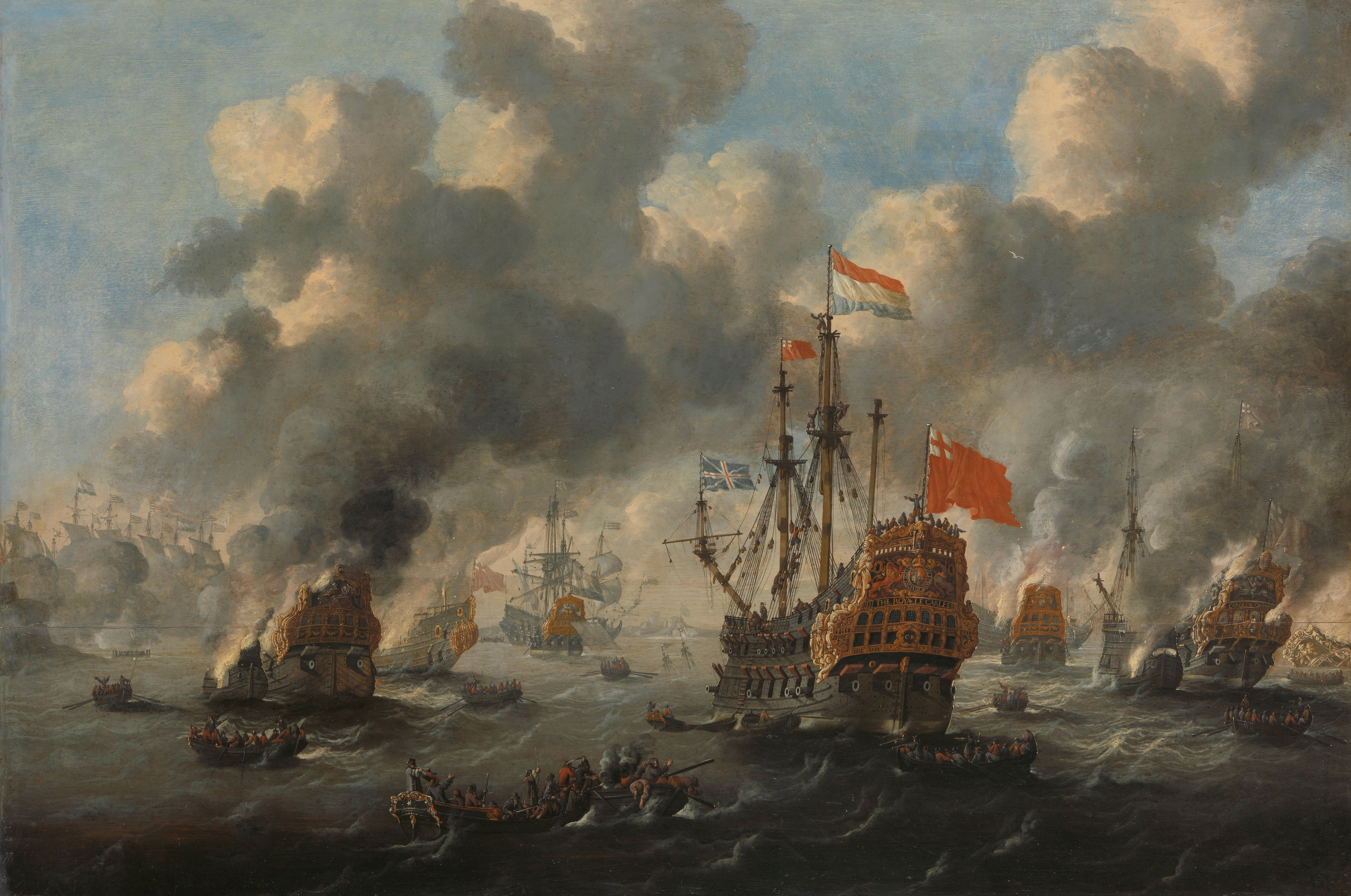
Tocht naar Chatham, (Peter van de Velde) 1667.

De Witt initieerde eind 1665 de heroprichting van het vaderlandse marinierskorps, het eerste ter wereld dat gespecialiseerd was in amfibische aanvallen. Het werd in 1667 voor het eerst ingezet bij een plan van De Witt om de belangrijkste Engelse marinebasis in Chatham aan te vallen, 50 km landinwaarts aan de rivier de Medway. Het werd een van de meest glorieuze overwinningen in de geschiedenis van de Republiek en de meest vernederende Engelse nederlaag op water. De aanval is bekend geworden als de Tocht naar Chatham. Daarop volgde de Vrede van Breda, die dankzij de Nederlandse overwinning binnen tien dagen afgehandeld was. Bij de vredesbesprekingen hadden de Engelsen vergeefs aangeboden om Nieuw Nederland terug te geven in ruil voor Suriname dat admiraal Abraham Crijnssen eerder dat jaar op de Engelsen veroverd had.

### Eeuwig Edict
De Akte van Seclusie was in 1660 ongeldig verklaard, nadat Cromwell het veld had moeten ruimen voor koning Karel II. Daarom volgde in 1667 een nieuwe akte, het Eeuwig Edict, dat het stadhouderschap in het graafschap Holland voor altijd afschafte. De andere zes provincies weigerden te volgen. Er werd een compromis bereikt, waarin werd vastgelegd dat het stadhouderschap in de andere zes provincies onverenigbaar was met dat van kapitein-generaal, de opperbevelhebber van het Staatse leger. Aangezien bij de aanstelling van een stadhouder voor de hele Republiek alle zeven provincies toestemming moesten geven, was met de weigering van Holland om er ooit nog eens een te benoemen, het stadhouderschap in feite afgeschaft.

### Landleger verwaarloosd
Om de Engelse handelsrivaal te weerstaan, was het Staatse leger sterk verwaarloosd. Dat was niet zonder gevaar omdat de Franse politiek in die tijd gekenmerkt werd door een tomeloos expansionisme, dat versterkt werd door de geduchte economische concurrentie van de Nederlandse Republiek. De Witt probeerde met een pro-Franse politiek de veiligheid van de Republiek te waarborgen, maar wilde niet akkoord gaan met het plan van koning Lodewijk XIV om de Spaanse Nederlanden te verdelen. Net als stadhouder Frederik Hendrik van Oranje voor hem, had hij liever een door Spanje bestuurde bufferzone aan de zuidgrens van de Republiek dan een grens met het machtige Frankrijk.

### Triple Alliantie
Met Engeland en Zweden werd op 23 januari 1668 de Triple Alliantie gesloten. Daarin was vastgelegd dat de drie landen elkaar militair zouden steunen als Frankrijk een van hen aanviel. De Witt wilde desondanks geen breuk met Lodewijk XIV. Daarom werd afgesproken bij Spanje erop aan te dringen een aantal steden in de Spaanse Nederlanden aan hem af te staan. Pas als Lodewijk XIV dit zou afwijzen en zou aanvallen om het hele gebied in handen te krijgen, zouden de drie landen met militair geweld optreden tegen Frankrijk.
Speciaal op verzoek van De Witt werd die laatste afspraak opgenomen in een geheime clausule omdat hij de Fransen niet voor het hoofd wilde stoten. Wat De Witt niet wist, was dat Karel II het verdrag slechts was aangegaan om alle Nederlands-Franse banden voorgoed te verbreken. Een maand na de sluiting ervan verklapte hij de details over de geheime clausule aan Lodewijk XIV, die daarop – belust op wraak – met de Engelsen het geheime Verdrag van Dover sloot, waarin bepaald werd dat gezamenlijk de Nederlandse Republiek zou worden aangevallen.

## Rampjaar 1672

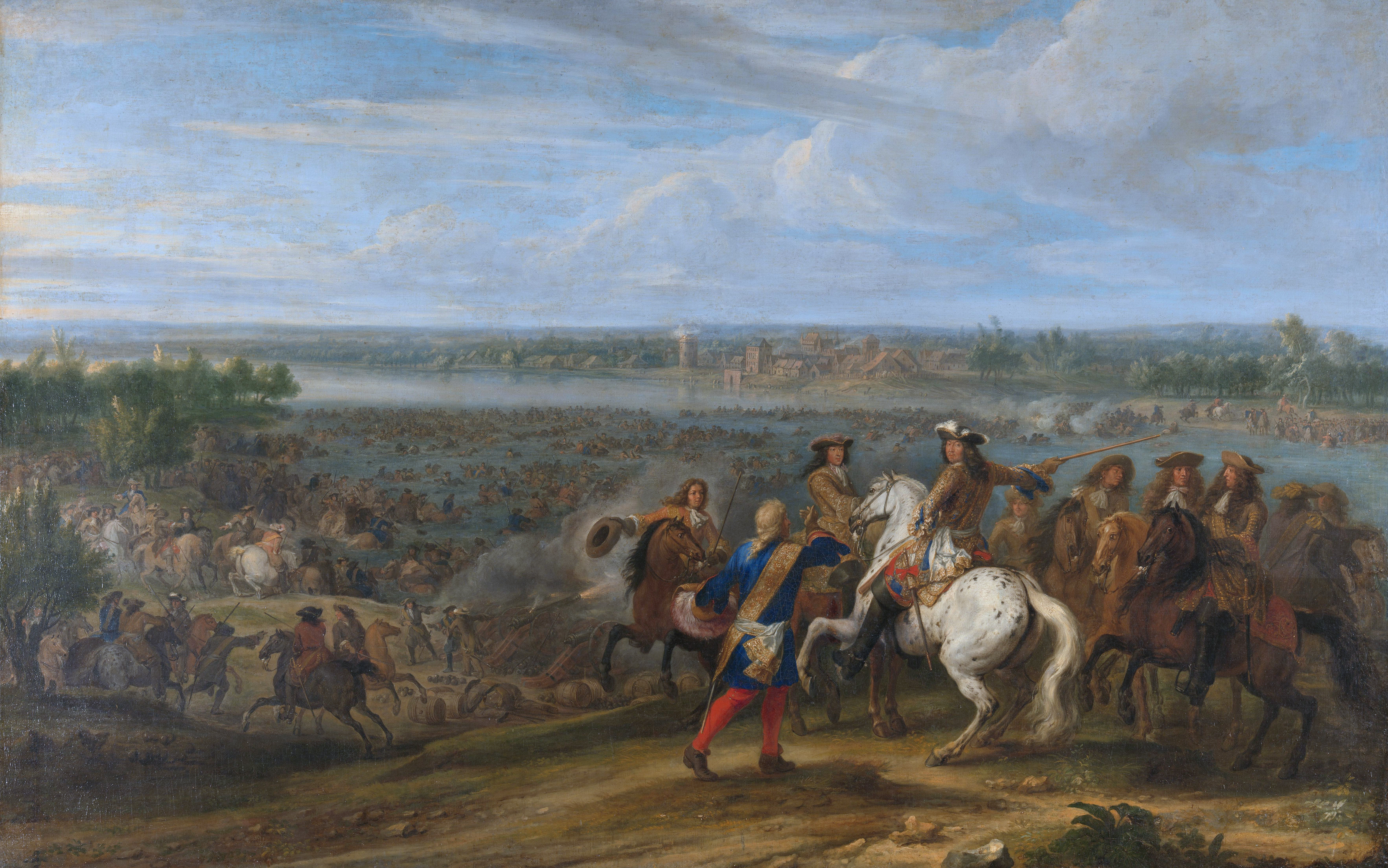
Een scène uit de Hollandse Oorlog: Lodewijk XIV trekt op 12 juni 1672 bij het tolhuis van Lobith de Rijn over.

### Hollandse Oorlog
Hierop begon in 1672 de Hollandse Oorlog met een Engelse en Franse oorlogsverklaring aan de Republiek. Frankrijk had zich naast Karel II in het westen als bondgenoot ook voorzien van de bisschop van Munster en de aartsbisschop van Keulen in het oosten. Frankrijk wenste niet alleen de Spaanse Nederlanden, waar Lodewijk via zijn vrouw volgens zijn erfrechtelijke redenering recht op meende te hebben, maar ook de rivier de Rijn als natuurlijke Franse grens. Nadat Frankrijk en zijn bondgenoten de Republiek der Zeven Verenigde Nederlanden inderdaad aanvielen was het failliet van De Witts buitenlandse politiek, die lange tijd succesvol was geweest, compleet.
De Republiek had een ijzersterke oorlogsvloot en wist een gecombineerde aanval over zee van Engeland en Frankrijk af te slaan, maar het landleger was verwaarloosd; de Republiek dreigde volledig onder de voet te worden gelopen. Veel steden in het oosten van het land en zelfs Utrecht hadden zich zonder slag of stoot overgegeven. Dat gaf bij de bevolking in de provincie Holland de indruk dat er sprake was van verraad.
Om Holland tegen de oprukkende legers te verdedigen, werd voor het eerst gebruikgemaakt van de Waterlinie. Talrijke polders werden onder water gezet. Dat leidde tot grote onrust op het platteland. Het feit dat de polders slechts zeer langzaam vol liepen met water, veroorzaakte paniek in de steden. Plunderende boeren verergerden de situatie. De zegswijze indertijd was dat het volk redeloos, het land reddeloos en de regering radeloos was. De Staten-Generaal ging tegen de zin van De Witt vredesonderhandelingen aan met Frankrijk, maar het volk zag ook dat als verraad en gaf De Witt de schuld. Het jaar 1672 zou de Nederlandse geschiedenis ingaan als het rampjaar.

### Moordpoging op broers De Witt
Op 21 juni 1672 werd een moordaanslag gepleegd op de gebroeders De Witt. Johan liep die avond tussen elf en twaalf uur van het Binnenhof naar zijn aan de Kneuterdijk gelegen woning. Een knecht met een brandende toorts liep voorop. Aangekomen op de Plaats sprongen vier jongelui met degens tevoorschijn die de knecht de toorts ontrukten en die doofden, om het tweetal vervolgens aan te vallen. De Witt en zijn knecht verzetten zich heftig. De Witt raakte aan zijn hals gewond, viel en verwondde daarbij zijn hoofd. Toen hij op de grond lag, staken de jongelui hem twee keer met een mes; in zijn rechterzij en linkerschouder. Dezelfde dag, rondom hetzelfde uur, vond er een mislukte aanslag op zijn broer in Dordrecht plaats. Johan overleefde de steekpartij, maar was pas op 12 juli buiten levensgevaar en moest uiteindelijk veertig dagen lang bed houden.
Een van de aanvallers was herkend en werd gearresteerd. Het ging om de bijna 23-jarige Jacob van der Graeff, een zoon van de raadsheer Van der Graeff die beslissend was geweest bij het uitdelen van de doodstraf aan ritmeester Buat. Hij bleek de aanslag te hebben gepleegd met zijn broer Pieter en hun vrienden Adolph Borrebach en Cornelis de Bruyn, die gevlucht waren naar het leger van de prins. De Graeff jr. werd op 29 juni na een snel proces onthoofd.

### Willem III stadhouder
Prinsgezinden profiteerden van de afwezigheid van Johan door met succes de regenten in de provincie Holland te dwingen het Eeuwig Edict af te schaffen. Cornelis de Witt was een van degenen die onder bedreiging werd gedwongen te tekenen. Het opende de weg om Willem van Oranje aan te stellen als stadhouder Willem III. Dat gebeurde op 29 juni, toen Johan thuis nog steeds herstellende was.

### Aanklacht hoogverraad Cornelis de Witt
Op 23 juli vertelde Willem Tichelaar, een louche barbier-chirurgijn, de rechtbank dat Cornelis de Witt hem 30.000 gulden had geboden om Willem III te vermoorden. Daarnaast zou hij hem helpen met problemen die Tichelaar had met de schout en zou hij de positie van baljuw van Beijerland krijgen. Cornelis de Witt werd daarop gearresteerd. Hij betichtte op zijn beurt Tichelaar van het willen beramen van een moordaanslag op Willem III en dat Tichelaar hem had willen overhalen mee te doen, iets wat hij geweigerd zou hebben.

### Aftreden Johan de Witt
Tegelijkertijd, nu Willem III stadhouder geworden was, zag Johan het nutteloze van zijn eigen positie in en op 4 augustus diende hij zijn ontslag in als raadpensionaris. Willem III zorgde er persoonlijk voor dat hij geen 'eervol ontslag' verleend kreeg. De Witt deed een beroep op een afspraak uit 1658 die hem toestond na zijn raadpensionarisschap toe te treden tot de Hoge Raad. Dat werd toegestaan, maar door zijn snelle dood heeft hij er nooit zitting genomen.

## Moord

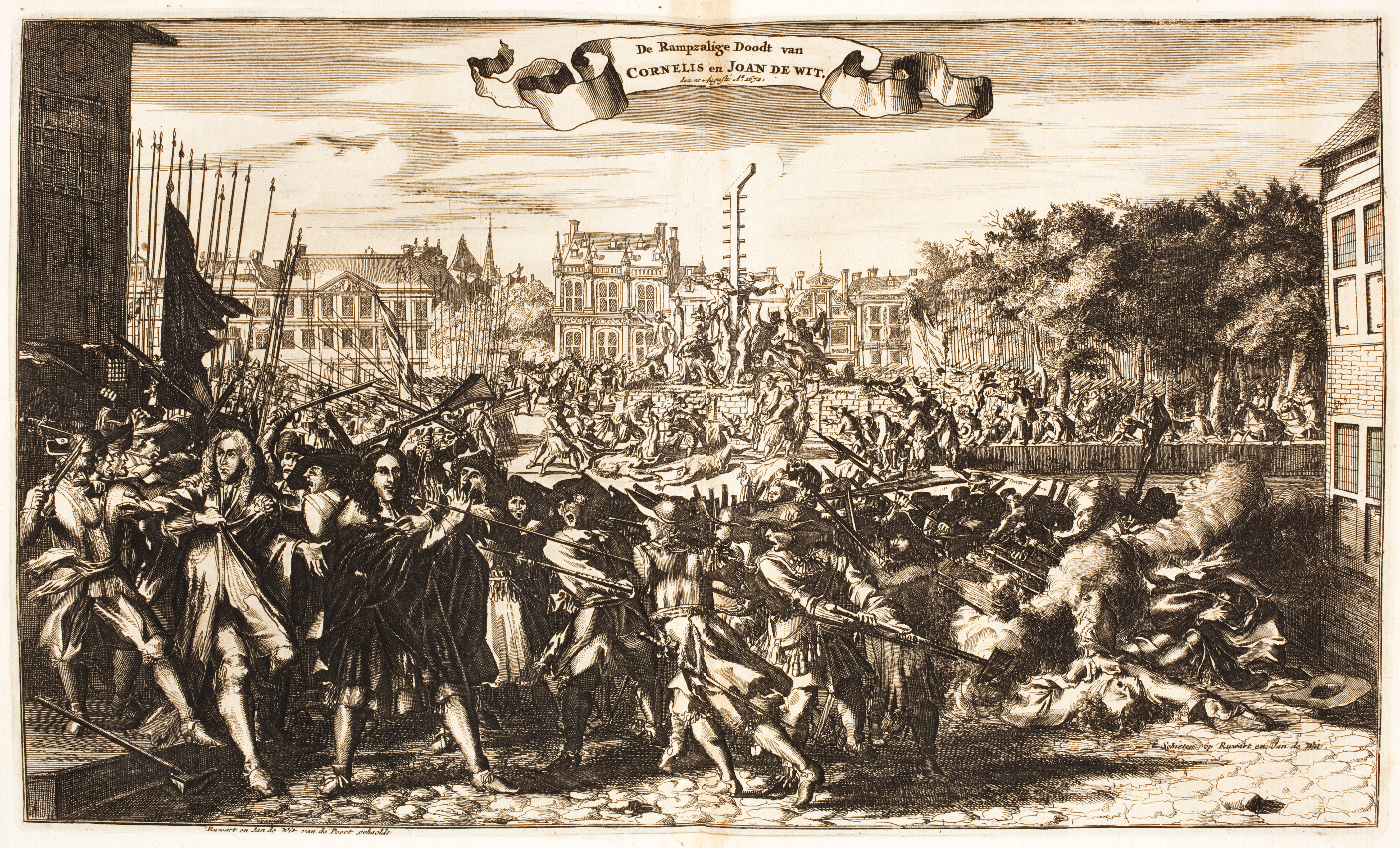
Moord op Cornelis en Johan de Witt, Den Haag, 20 augustus 1672. (Lambert Bos).

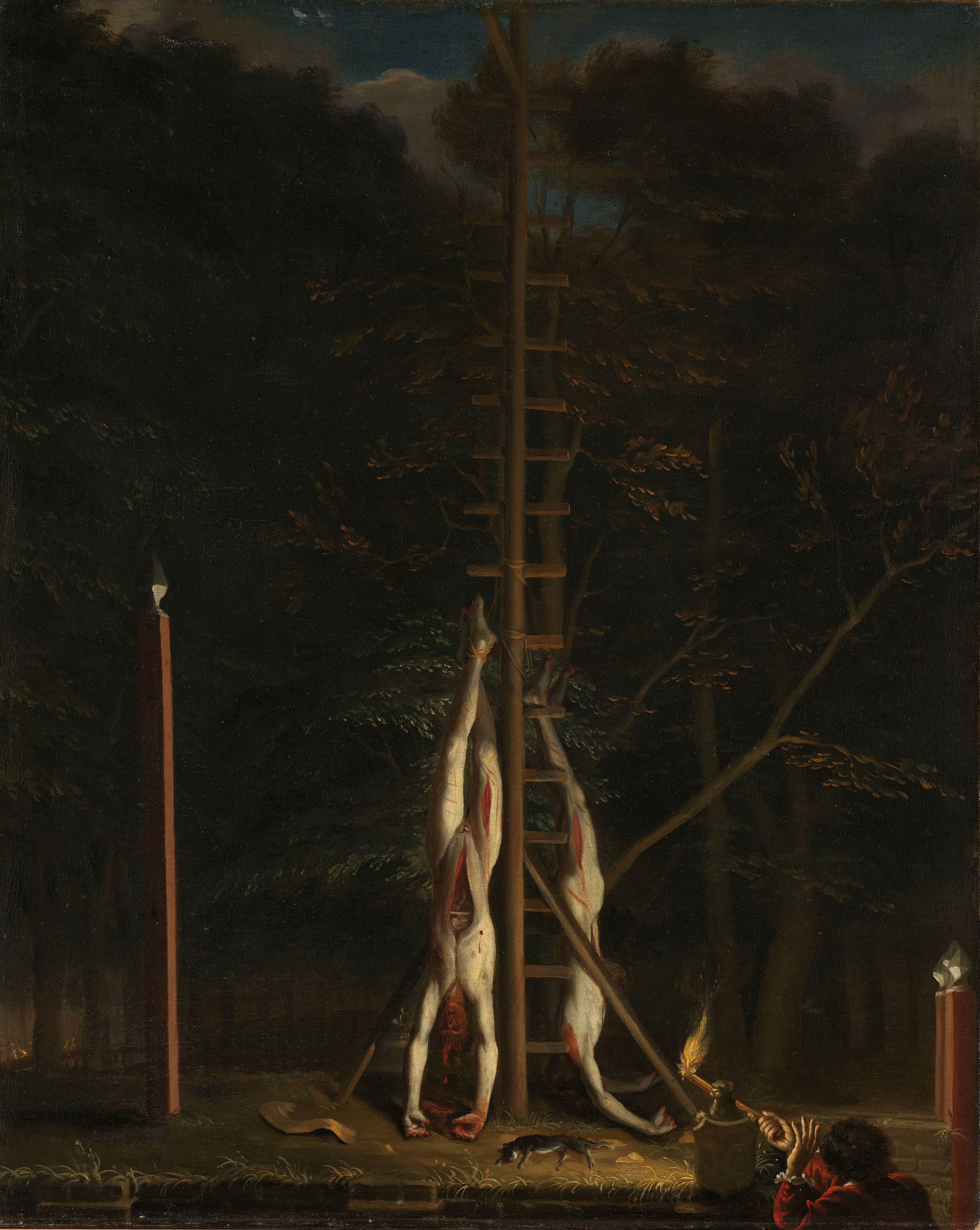
De lijken van de gebroeders De Witt, opgehangen op het Groene Zoodje aan de Vijverberg te Den Haag. (Jan de Baen)

### Vonnis Cornelis
De rechters wilden Cornelis schuldig verklaren – minstens drie wilden hem de doodstraf geven, maar konden zijn moordplan niet bewijzen. Ook niet nadat Cornelis in de Gevangenpoort in Den Haag op de 'pijnbank' was gelegd. Daarop werd hij veroordeeld zonder dat bekend werd gemaakt waarvoor. Dat gebeurde op 20 augustus. Cornelis werd levenslang verbannen uit het gewest Holland, verloor al zijn officiële functies en draaide op voor de proceskosten. Tichelaar werd vrijgesproken.

### In de val gelokt
Johan de Witt werd in de val gelokt met de mededeling dat zijn broer hem wilde spreken. Na een half uur wilde Johan de gevangenis verlaten, maar het werd hem onmogelijk gemaakt door een grote menigte. Aanvankelijk beschermde de cavalerie de gevangenis, maar de commandant kreeg van hogerhand het bevel te vertrekken onder het valse voorwendsel van een bericht over plunderende boeren. Tichelaar was uit een raam gaan hangen en schreeuwde het aanwezige volk toe dat nu hij was vrijgelaten dit het overtuigende bewijs was dat hij het gelijk aan zijn zijde had gekregen: dat niet hij, maar Cornelis de prins had willen vermoorden. Hij riep de aanwezige mensenmassa op wraak te nemen op de broers, mede omdat de straf die De Witt was opgelegd veel te laag zou zijn voor het plegen van hoogverraad.

### Lynchpartij, kannibalisme en verminking
Aan het einde van de middag drongen opgehitste, dronken en woedende schutters de gevangenis binnen en sleurden de broers naar buiten. Cornelis bezweek onder de slagen van geweerkolven. Johan werd door notaris Van Soenen met een piek in zijn gezicht gestoken. Daarna schoot luitenant-ter-zee Maerten van Valen hem van achteren met een pistool in zijn hoofd. De lijken werden geheel ontkleed, op het Groene Zoodje aan de wipgalg ondersteboven opgehangen, opengereten en gecastreerd. Tenen, vingers, oren, neuzen, lippen en tongen werden afgesneden. De ingewanden werden uit de lichamen gehaald en volgens de ooggetuige en dichter-industrieel Joachim Oudaan deels door de omstanders opgegeten of verkocht. Hendrick Verhoeff ging er prat op dat hij de harten uit de lichamen had gesneden, iets dat hij de magistraat – de ochtend van de moord – beloofd had te doen. Ze zijn nog jaren tentoongesteld geweest.

### Tong en vinger
Een tong en een vinger, waarvan verondersteld wordt dat ze van de gebroeders De Witt zijn geweest, worden bewaard in het Haags Historisch Museum. Volgens de historicus Vroom is de herkomst van de relieken sluitend. De tong zou van Johan zijn en de vinger (Vroom dacht ten onrechte dat het om een teen ging) van Cornelis.
Burgemeester Nicolaas Witsen (1641–1717) van Amsterdam was een van de eerste eigenaren, die ze een plaats gaf in zijn rariteitenkabinet. Na zijn dood kwamen de relieken in bezit van een groep remonstranten totdat ze in de tweede helft van de negentiende eeuw opdoken bij exposities.

### Betrokkenheid Willem III
Talrijke historici hebben zich de afgelopen eeuwen gebogen over de vraag in hoeverre Willem III betrokken was bij de moordplannen op de gebroeders De Witt. De conclusies lopen uiteen van geen enkele betrokkenheid, via het laten gebeuren van de moorden door zich met opzet afzijdig te houden, tot het actief meehelpen beramen. Een justitieel onderzoek heeft nooit plaatsgevonden.

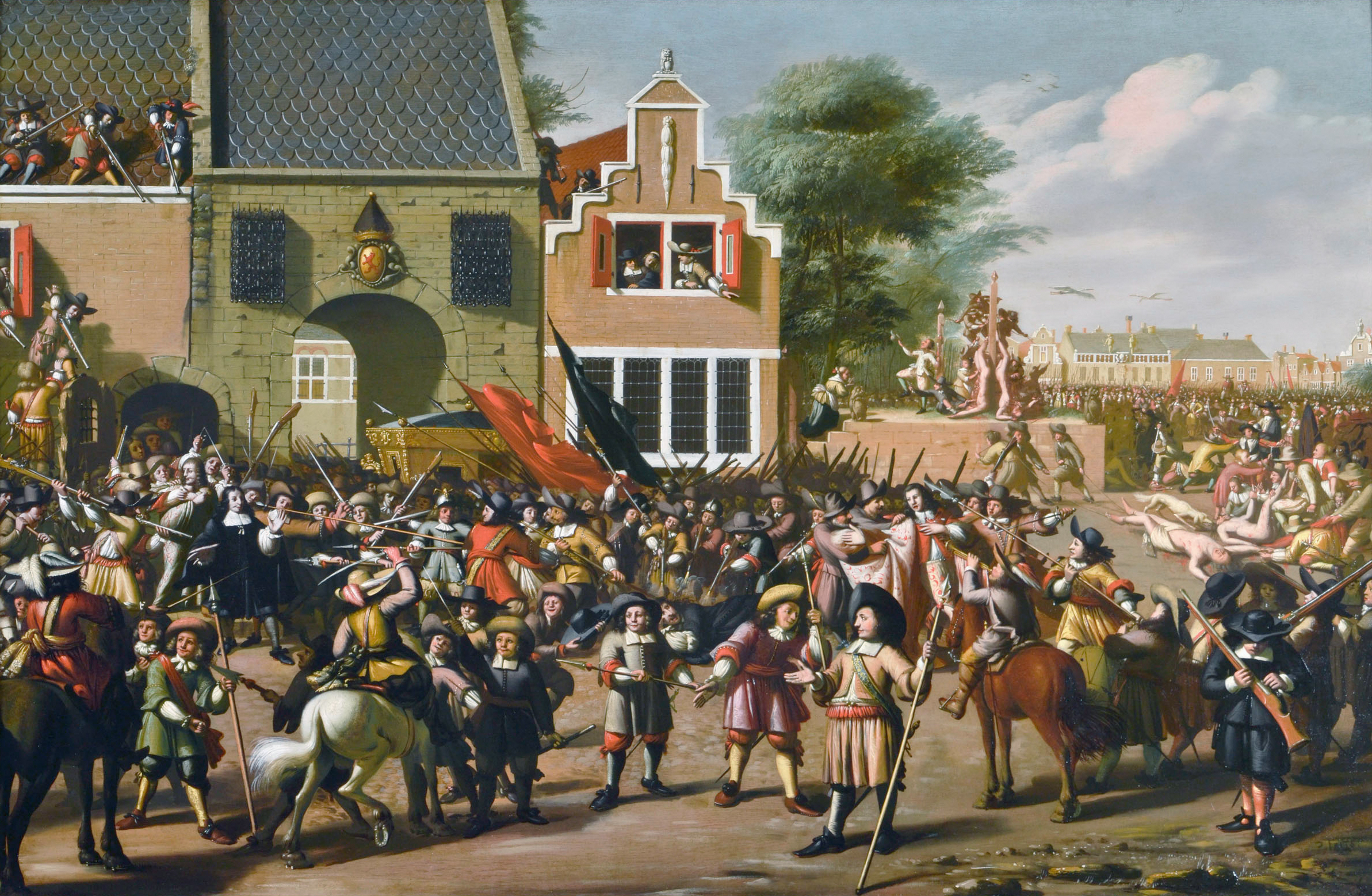
De fasen van de moord, uitgebeeld in een schilderij van Pieter Fris (1627–1708).

Feit is dat de prins vlak na zijn aanstelling tot stadhouder, het Hof verzocht om het vonnis tegen Johan Kievit in te trekken. Na een korte briefwisseling gaf het Hof daar in juli 1672 gehoor aan. Kievit was eerder bij verstek ter dood veroordeeld voor het beramen van een moord op Johan de Witt om daarna Willem III te kunnen aanstellen als stadhouder. Kievit was naar Engeland gevlucht en na het intrekken van het vonnis keerde hij terug naar zijn vaderstad Rotterdam, waar hij door de magistratuur met veel egards werd ontvangen. Kievit was in 1672 een van degenen die verdacht werden betrokken te zijn geweest bij de lynchpartij. Onbekend is echter of Willem III tot zijn inmenging overging om met hulp van Kievit de gebroeders uit de weg te ruimen.
Uit politiek-historisch onderzoek is gebleken dat de prins de publicatie van pamfletten uitlokte, waarin geageerd werd tegen de gebroeders De Witt. Vastgesteld is verder dat de prins ervoor zorg droeg dat de moordenaars beloond werden met jaargelden en ambten en niet werden vervolgd, maar dat staat los van de hoofdvraag of hij daadwerkelijk betrokken is geweest bij de moord op de gebroeders De Witt. Voor een duidelijke directe betrokkenheid is geen bewijs voorhanden.

## Wiskundige
Johan de Witt was naast staatsman ook een begenadigd wiskundige. Zijn tijdgenoot Christiaan Huygens was van oordeel dat De Witt de beste wiskundige van zijn tijd geworden was, als hij niet de politiek was ingegaan. Ook Isaac Newton waardeerde zijn wiskundige werk. In 1659 publiceerde De Witt het eerste tekstboek over analytische meetkunde: Elementa Curvarum Linearum, ofwel: Grondbeginselen van de Kromme Lijnen als bijlage bij Frans van Schootens vertaling van René Descartes' La Géométrie.
In 1671 verscheen van hem "Waardije van Lyf-renten naer Proportie van Los-renten". Deze memorie hield verband met zijn raadpensionarisschap en was alleen bedoeld voor de leden van de Staten-Generaal. Al sinds de middeleeuwen werd een lijfrente gebruikt als een pensioenvoorziening. Ook bestonden er losrenten die leken op een staatslening. De Witt liet zien – door kansrekening toe te passen – dat bij een gelijk bedrag een losrente van 4% de Staat gemiddeld evenveel opleverde als een lijfrente van 6,25%, ofwel: voor elke ingelegde 17 gulden kon jaarlijks 1 gulden lijfrente worden betaald : 5,89% (17:1). De Staten betaalden echter 7,14% (14:1) uit. Om de berekening tot stand te brengen, gebruikte De Witt als eerste een mortabiliteitstabel. Dit baanbrekende werk wordt beschouwd als het begin van de verzekeringswiskunde. Naar aanleiding van De Witts berekeningen werd de lijfrente verlaagd. De plotselinge vermindering in wat gezien werd als een 'weduwenvoorziening', droeg bij aan de 'slechte pers' die de gebroeders De Witt hadden. Het is opmerkelijk dat in 1673, na de gewelddadige dood van de broers, er nieuwe lijfrenteverzekeringen werden uitgeschreven tegen het oude tarief van 14:1.

## Nalatenschap

### Wittenoorlog
De Wittenoorlog was een felle pennenstrijd met pamfletten in 1757, die ruim zeventig titels zou gaan tellen. Inzet was de betekenis van Johan de Witt voor de Republiek der Zeven Verenigde Nederlanden. De Loevesteinse en orangistische versies stonden daarbij lijnrecht tegenover elkaar. Volgens Pieter Geijl, die in 1953 de Wittenoorlog beschreef, was de discussie over de rol van De Witt een afgeleide van een dieperliggende polemiek, namelijk de beoordeling van het staatsherstel van de Republiek vanaf het herstel van het stadhouderschap in 1748. Dat jaar hadden de Franse legers militaire successen geboekt bij een aanval op de Zuidelijke Nederlanden. Om die reden waren er in de Republiek onder de bevolking opstanden uitgebroken en net als in 1672 werden na een Franse invasie staatsgezinde regenten vervangen door orangistische. De rol van het eenhoofdige gezag van de stadhouder werd daarop de inzet van een publieke discussie.

### Tekortkomingen
De Witt is door historici, zoals Hajo Brugmans en Jan en Annie Romein-Verschoor, verweten dat hij geen oog had voor wat er onder het volk leefde, met name de sterke hang naar de Oranjes. In hun analyse is dat de hoofdoorzaak van zijn ondergang geweest.

### Standbeelden

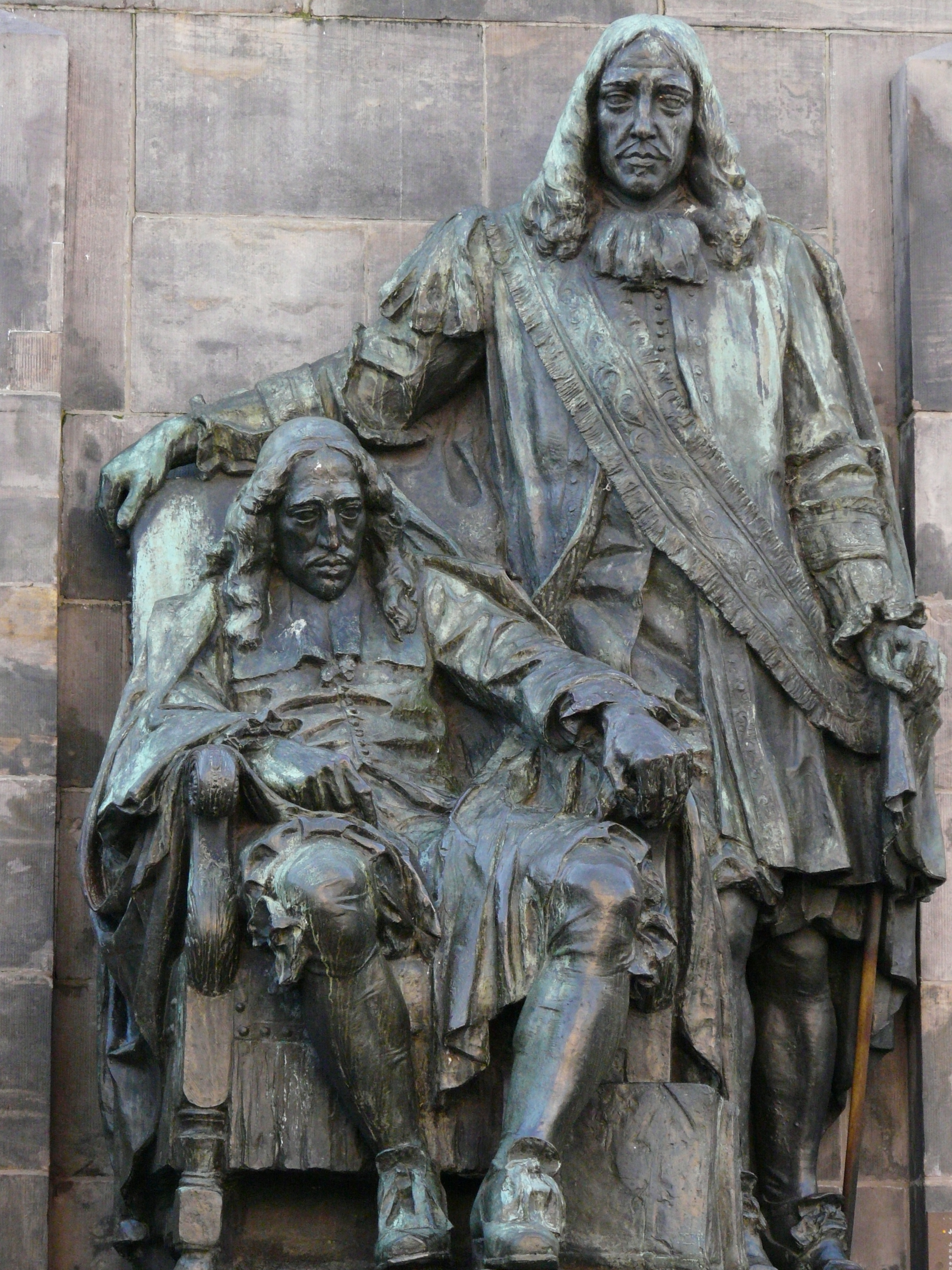
Standbeeld van de gebroeders De Witt (Johan zittend en Cornelis staand) van de hand van Toon Dupuis uit 1918 bij de Visbrug in Dordrecht.

De voorzitter van de ministerraad Pieter Cort van der Linden onthulde op 12 juni 1918 op de Plaats in Den Haag, in aanwezigheid van onder andere koningin Wilhelmina, een bronzen standbeeld van Johan de Witt, vervaardigd door de beeldhouwer Fré Jeltsema. De Witt houdt zijn rechterarm strak naar beneden, waarbij ook zijn wijs- en middelvinger evenwijdig gestrekt zijn. Naar alle waarschijnlijkheid wordt zijn succes met de Vrede van Breda in 1667 uitgebeeld en niet – zoals vaak gedacht wordt – dat hij de plek aanwijst waar hij vermoord werd. In zijn linkerhand houdt hij een document vast dat wellicht het verdrag voorstelt.
In zijn geboortestad verrees een eveneens bronzen standbeeld van hem en zijn broer bij de Visbrug van de hand van Toon Dupuis. Het beeldhouwwerk toont Johan – iets onderuitgezakt – zittend in een stoel en Cornelis staand naast hem. Het zou de gebruikelijke pose zijn hoe de twee bij officiële bijeenkomsten werden aangetroffen. Het werd op 20 augustus 1918 onthuld door Emile Claude baron Sweerts de Landas Wyborgh, de commissaris van de koningin van Zuid-Holland.

### Vernoemingen
- Johan de Witthuis. Het huurhuis aan Kneuterdijk 6 in Den Haag waar De Witt na het overlijden van zijn echtgenote vanaf mei 1669 tot aan zijn dood woonde.
- Johan de Witt Gymnasium in Dordrecht
- Johan de Witt Scholengroep, in Den Haag
- Marineschip Zr. Ms. Johan de Witt
- Vrienden van De Witt,[37] vereniging die de herinnering aan Johan en Cornelis de Witt in ere wil houden

Naar Johan de Witt zijn in Nederland verscheidene straten vernoemd.

### Johan de Witt-scriptieprijs
De Johan de Witt-scriptieprijs wordt sinds 2014 uitgereikt aan de beste geschiedenisscriptie die handelt over een onderwerp dat betrekking heeft op de Republiek der Zeven Verenigde Nederlanden in de periode 1625–1688. De verkiezing wordt georganiseerd door de historische vereniging Vrienden van De Witt in samenwerking met Uitgeverij Verloren en de redactie van opinieweekblad Elsevier Weekblad. Het doel van de prijs is om de kennis over dit tijdvak te vergroten.

### Uitdrukking: Jongens van Jan de Witt
De uitdrukking Jongens van Jan de Witt staat voor 'dappere jongens', 'ferme, flinke jongens' ofwel 'jongens van de gestampte pot'. Voorheen werd gedacht dat de uitdrukking betrekking had op J(oh)an de Witt en dat het stond voor de bewezen kwaliteiten van de jongelui die voor hem in de marine dienden. In 1902 ontdekte R.A. Kollewijn dat de uitdrukking wellicht betrekking heeft op Johann de Werd, een Duitse veldmaarschalk uit de Dertigjarige Oorlog (1618–1648). Er wordt van uitgegaan dat zijn naam in de loop der tijd in Nederlandstalige gebieden verbasterd is tot Jan de Witt. In Nederlandstalige geschriften komt de uitdrukking voor het eerst voor in 1852, 180 jaar na de dood van Johan de Witt, 200 jaar na die van De Werd.
De zegswijze Een jongen van Jan de Witt, gold eind negentiende eeuw in de Nederlandse volkstaal voor de omschrijving van een beproefd karakter; ofwel: betere Hollandse matrozen dan die van J(oh)an de Witt zijn er niet.

## Trivia
- Toen Johan de Witt achttien jaar oud was, vervulde hij met zijn broer Cornelis de hoofdrollen in een treurspel over Julius Caesar, De Keizermoorders geheten.[4]
- Op 12 augustus 1672 schreef De Witt in een brief aan Coenraad van Beuningen over de kritiek op zijn eigen persoon: 'Prospera omnes sibi vindicant, adversa uni imputantur', ofwel 'bij voorspoed eisen allen voor zich de eer, bij tegenspoed wijt men het een.[4][noot 12]
- In 2024 zond de Nederlandse Omroep MAX de meerdelige tv-documentaire De Grooten Tour van de Gebroeders De Witt uit, met als presentator Huub Stapel, over de reis door Engeland, Frankrijk en Genève van de gebroeders De Witt.[42]